# Ciríaca
Ciríaca, conhecida também como Dominica, foi uma viúva romana, patrocinadora de São Lourenço e finalmente uma mártir. Lourenço utilizava a casa dela em Roma para alimentar os pobres. Conta a tradição que ela foi morta por flagelação.